# Gornja Pištana
Gornja Pištana – wieś w Chorwacji, w żupanii virowiticko-podrawskiej, w mieście Orahovica. W 2011 roku liczyła 5 mieszkańców.